# Чистопіль (Нікопольський район)
Чистопіль (до 2016 — Кірове) — село в Україні, в Нікопольському районі Дніпропетровської області. Входить до складу Першотравневської сільської громади. Населення — 1 110 мешканців.

## Географія
Село Чистопіль розміщене на березі річки Солона, вище за течією на відстані 1,5 км розташоване село Підгірне, нижче за течією на відстані 0,5 км розташоване село Таврійське. По селу протікає пересихаючий струмок з великою загатою (~ 40 га). Поруч проходить автомобільна дорога Т 0432.
Село розташоване на півдні області за 90 кілометрів від Дніпра.
У селі річка Балка Кам'янувата  впадає у річку Солону.

## Історія
Село засноване 1862 року переселенцями з Полтавської та Чернігівської губерній.
У період радянської влади у Чистополі була розміщена центральна садиба колгоспу ім. Котовського, за яким закріплені 9365 га сільськогосподарських угідь, в тому числі 7334 га орної землі. Село Гвардійське (колишня єврейська землеробська колонія Фрайдорф) включено в межі села Чистопіль.
Населення — 1202 мешканці (1970).
За радянських часів отримало назву Кірове, у зв'язку з чим у 2015 році, було внесено до переліку населених пунктів, які потрібно перейменувати згідно із законом «Про засудження комуністичного та націонал-соціалістичного (нацистського) тоталітарних режимів в Україні та заборону пропаганди їхньої символіки».
До 2017 року адміністративний центр Чистопільської сільської ради.
12 червня 2020 року, відповідно до розпорядження Кабінету Міністрів України № 709-р від «Про визначення адміністративних центрів та затвердження територій територіальних громад Дніпропетровської області», увійшло до складу Першотравневської сільської громади.
19 липня 2020 року, в результаті адміністративно-територіальної реформи і ліквідації Нікопольського району (1923—2020), село увійшло до складу новоутвореного Нікопольського району.

## Сучасність
У Чистополі працює декілька сільськогосподарських підприємств. Є школа, дитячий садок, амбулаторія, будинок культури, бібліотека.

## Населення

### Мова
Розподіл населення за рідною мовою за даними перепису 2001 року:
| Мова            | Кількість | Відсоток |
| --------------- | --------- | -------- |
| українська      | 1050      | 94.59%   |
| російська       | 55        | 4.96%    |
| румунська       | 3         | 0.27%    |
| білоруська      | 1         | 0.09%    |
| інші/не вказали | 1         | 0.09%    |
| Усього          | 1110      | 100%     |

## Економіка
- ТОВ «Чистопілля».